# スティーブ・フォーブス (出版者)
スティーブ・フォーブス(Steve Forbes)ことマルコム・スティーブンソン・フォーブス・ジュニア（Malcolm Stevenson Forbes Jr.、1947年7月18日 - ）は、アメリカ合衆国の出版社経営者・政治家であり、ビジネス誌『フォーブス』の編集主幹である。同誌を長年発行してきたマルコム・フォーブスの息子であり、同誌の創刊者であるB・C・フォーブスの孫にあたる。1996年と2000年の大統領選挙の共和党予備選挙に立候補した。

## 若年期
フォーブスは、1947年7月18日にニュージャージー州モリスタウンで生まれた。父はマルコム・フォーブス、母はロベルタ・レムセン（旧姓レイドロー）である。その後、ニュージャージー州ファーヒルズで育った。

## 教育
フォーブスはファーヒルズ・カントリー・デイスクールに通い、そこで長年の友人となるクリスティーン・トッド・ウィットマン（後のニュージャージー州知事）と出会った。1966年、マサチューセッツ州ノースアンドーバーにあるブルックス・スクールを優秀な成績(cum laude)で卒業した。1970年にプリンストン大学で歴史学の学士号を取得した。卒業論文のタイトルは"Contest for the 1892 Democratic Presidential Nomination"（1892年の民主党大統領指名競争）だった。プリンストン大学在学中、他の2人の学生と一緒に最初の雑誌『ビジネス・トゥデイ』を創刊した。『ビジネス・トゥデイ』は現在、学生が運営する雑誌としては世界最大規模となっている。
ニューヨーク工科大学やリーハイ大学など、複数の大学から名誉学位を授与されている。

## 政治活動と視点

### 政界における初期のキャリア
1985年、ロナルド・レーガン大統領は、フォーブスをラジオ・フリー・ヨーロッパを運営する国際放送委員会(BIB)の責任者に任命した。レーガンの後任のジョージ・H・W・ブッシュもフォーブスを再任した。フォーブスは、ビル・クリントンが大統領に就任する1993年まで、BIBの責任者を務めた。
BIBの代表を務めた後、フォーブスは様々な保守的政治利益団体に関わってきた。1993年から1996年にかけてエンパワー・アメリカ（後にフリーダムワークスと合併）の理事長を務めた。エンパワー・アメリカを通じて、フォーブスは著名な保守派政治家であるジャック・ケンプと親交を深め、ケンプは1996年の共和党大統領予備選挙でフォーブスを支持することになった。1996年から1999年にかけて、"Americans for Hope, Growth and Opportunity"（希望と成長と機会のためのアメリカ人）という提言団体の名誉会長を務めた。
フォーブスは、クリスティーン・トッド・ウィットマンの「ニュージャージー州の所得税を3年間で30%削減する」という計画の立案に協力した。この計画は、ニュージャージー州知事選挙でウィットマンが現職のジェームズ・フロリオを破る大きな要因となった。フォーブスとウィットマンは子供の頃からの友人であったが、2000年の共和党指名選挙の際、ウィットマンが人工妊娠中絶を支持したことから、フォーブスはウィットマンと距離を置くこととなった。

### 大統領予備選挙への出馬

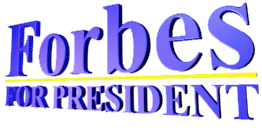
1996年の大統領予備選挙に使用したロゴ

フォーブスは、1996年と2000年の大統領選挙の共和党予備選挙に立候補し、所得税の一律化を主な公約にして選挙活動を展開した。フォーブスが所得税一律化の提案を重視していたため、「シングルイシュー候補」と言われていたが、フォーブス自身はこのレッテルは不正確だと主張した。フォーブスは、アメリカの税制はあまりにも複雑で官僚的になっており、改革と簡素化が切実に求められていると考えていた。フォーブスは、1996年の選挙戦では4.5%の住宅ローンの再導入と多選制限も公約に挙げていたが、2000年には（彼の全体的な公約の中ではそれほど重要ではなかったため）この2つを取り下げた。
1996年の予備選挙では、アリゾナ州とデラウェア州で勝利し、その他の州でもかなりの票を獲得したものの、フォーブスは共和党の指名獲得には至らなかった。フォーブスの敗北の大きな原因として、その「ぎこちない」(awkward)選挙運動のスタイルが挙げられた。『タイム』誌は、フォーブスの選挙活動を「マッドサイエンティストがバカなロボットを作ったらどうなるか、というコメディクラブのネタ」と評した。『シカゴ・トリビューン』紙のジェフ・ライオンは選挙戦でのフォーブスについて、「堅苦しい笑顔、目を小さく見せる金縁の眼鏡、群衆を相手にするときのこわばった身のこなしなど、典型的なミルクトースト(milquetoast)に似ている。彼のスタイルは野暮ったく、演説では"get real"や"el zippo"（ゼロを意味する）といったプレッピーのスラングを使う」と書いた。フォーブスと選挙スタッフは、「大きな銀色のバス」で選挙地を移動することで知られていた。1996年と2000年の大統領予備選挙への出馬の際、フォーブス社の議決権付き株式の一部を親族に売却して選挙資金を調達した。2000年の大統領選挙では、8,600万ドルの選挙資金を集め、そのうち3,700万ドルを自己資金で賄った。

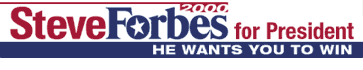
2000年の大統領予備選挙に使用したロゴ

2000年のプライマリーシーズンの初めに選挙戦から脱落した後、フォーブスは雑誌出版の仕事に戻った。1996年の選挙期間中、『フォーチュン』誌の関係者は、『フォーブス』に掲載された広告主に関する記事が広告主に有利に偏ったものになったと申し立てた。
フォーブスが支持してきた主な問題は、自由貿易、医療貯蓄口座、給与から天引きされた社会保障費の75%を個人退職金口座(PRA)に移すことを認めることなどである。フォーブスは、予算を均衡させるために政府機関を縮小することや、厳しい犯罪法と死刑制度の支持、教育バウチャーなど、共和党の伝統的な政策を支持している。一方で、銃規制や環境規制には反対しており、薬物の合法化や同性婚にも反対している（ただし、彼の父が同性愛者であったことが、その死後に暴露された）。外交政策については、「国際連合に頼らないアメリカによる外交政策」を呼びかけている（反国際通貨基金、親イスラエル、中華人民共和国の最恵国待遇への反対、反国際連合など）。
フォーブスの均一税制案は少し変わっていた。1996年の選挙戦では、フォーブスは、個人と企業の全ての所得に対して一律17%の所得税を課すことを支持していた。ただし、1人当たり3万3千ドルを控除し、キャピタルゲイン、年金、相続、貯蓄などの不労所得は課税を免除することとした。2000年の選挙戦でも同じ税制案を維持したが、1人当たり3万3千ドルの控除ではなく、よりディック・アーミーの案に近いものとなった（フォーブスの案では、大人1人当たり1万3千ドル、扶養家族1人当たり5千ドルの控除となっている）。フォーブスは、1996年の純資産が4億3千万ドルと非常に裕福であり、均一税制になるとその恩惠を受けると批判された。それを受けて、フォーブスは2000年の選挙戦で、均一税制の恩恵を受けないことを公約したが、前年のアラン・キーズとの討論では憲法修正第16条の廃止を支持した。
2000年の選挙戦でフォーブスは、社会保守主義やサプライサイド経済学を支持することを公言した。1996年にも反対の立場をとっていたが、2000年の選挙戦では、人工妊娠中絶に断固反対し、公立学校での祈りを支持することを表明した。フォーブスは前年、母校のプリンストン大学が哲学者のピーター・シンガーを採用したことを理由に、プリンストン大学にはもう寄付をしないという声明を出していた。シンガーは、人格は「感覚のある」存在に限られると考え、一部の障害者や全ての乳幼児は人格を持たないとみなしていた。フォーブスは、1997年6月3日に開催されたアメリカ新世紀プロジェクト(PNAC)の「原則声明」に署名した。

### その他の政治活動
1996年、フォーブスは、ロン・ポールの連邦下院議員選挙の選挙戦を支援した。
政治風刺で知られるコメディ番組『サタデー・ナイト・ライブ』では、1996年にフォーブスが大統領選から脱落した直後の3月16日に放送された回で、フォーブスがロシアに土地を購入して「フォーブス・アメリカ」という自分の国を建国するというエピソードが放送され、俳優のマーク・マッキニーがフォーブスの役を演じた。1996年4月13日に放送された『サタデー・ナイト・ライブ』にはフォーブス本人が出演し、フォーブスが有権者の質問に真摯に答えようとするが、彼が受ける質問は全て彼の莫大な個人資産に関するものであるというスキットが紹介された（例えば、当時続いていたボスニアでの戦争について、フォーブスは観客から「ボスニアを買って、そこにいる全ての人々に、もし彼らが戦いをやめなければ、あなたが彼らを追い出すと言ってはどうか」と質問されるなど）。同じエピソードで、フォーブスは屋根葺き職人の役でスキットに出演した。フォーブスの役はタフなブルーカラーの労働者で、フォーブスのオタク的で知的な態度や外見とは相反する性格であることから、コメディになっている。なお、同じ回に音楽ゲストとして出演するはずだったレイジ・アゲインスト・ザ・マシーンは、フォーブスの言動に抗議して演奏中に星条旗を逆さまに掲げるなどの行動をとったことから、演奏中にスタジオから退出させられた。
2006年12月、フォーブスは、圧力団体であるフリーダムワークスの理事になった。フォーブスは全米納税者連盟の理事、ワシントンD.C.に拠点を置く有力な公共政策研究機関であるヘリテージ財団の評議員でもある。フォーブスは、『フォーブス』誌のスタッフも出演しているFOXニュースのテレビ番組『Forbes on Fox』で頻繁にパネリストを務めている。
2008年の大統領選挙ではルドルフ・ジュリアーニの選挙戦に参加し、全米共同議長および上級政策顧問を務めた。ジュリアーニの予備選撤退後は、ジョン・マケインの税金・エネルギー・予算に関する経済顧問を務めた。

## 私生活
1971年にサブリナ・ビークマン(Sabina Beekman)と結婚した。2人の間には、モイラ・フォーブスを始めとする5人の娘が生まれた。一家はニュージャージー州ベッドミンスターに居住している。1996年の大統領選挙期間中、『ラリー・キング・ライブ』に家族とともに出演した。
フォーブスはワシントンDCやニューヨークへの移動にアムトラックの北東回廊を利用しており、2016年にペンシルベニア州チェスターで発生した脱線事故の列車にも乗り合わせている。

## 著書
- Forbes, Steve (1999). The New Birth of Freedom: Vision for America. Washington, DC: Regnery Publishing. p. 204. ISBN 978-0895263209. OCLC 475198964
- Forbes, Steve (2005). Flat Tax Revolution: Using a Postcard to Abolish the IRS. Washington, DC: Regnery Publishing. p. 216. ISBN 978-0895260406. OCLC 60558651
- Forbes, Steve (2012). Freedom Manifesto: Why Free Markets Are Moral and Big Government Isn't. Crown Business Publishing. p. 304. ISBN 978-0307951571
- Forbes, Steve; Ames, Elizabeth (2014). Money: How the Destruction of the Dollar Threatens the Global Economy – and What We Can Do About It. ISBN 9780071823708.
- Forbes, Steve; Ames, Elizabeth (2015). Reviving America: How Repealing Obamacare, Replacing the Tax Code and Reforming The Fed will Restore Hope and Prosperity. McGraw-Hill Education. p. 224. ISBN 978-1259641121